# L'Affaire louche
Pour plus de détails, voir Fiche technique et Distribution.
L'Affaire louche (Ausgerechnet Bananen) est une comédie ouest-allemande réalisée en Ulli Lommel et sortie en 1978.

## Fiche technique
- Titre français : L'Affaire louche[1]
- Titre original : Ausgerechnet Bananen[2]
- Réalisation : Ulli Lommel
- Scénario : Ulli Lommel
- Photographie : Lothar E. Stickelbrucks
- Montage : Christa Pohland
- Décors : Caroline Recktenwald
- Production : Hansjürgen Pohland
- Société de production : Standarfilm
- Format : couleurs - 1,66:1 - son mono - 35 mm
- Pays de production :  Allemagne de l'Ouest
- Langue originale : allemand
- Durée : 75 minutes
- Genre : comédie
- Date de sortie :
  - Allemagne de l'Ouest : 1978

## Distribution
- Anna Karina : Natascha
- Ulli Lommel : Max
- Willy Kübler : le père de Max